# Turkuśnik indyjski
Turkuśnik indyjski (Irena puella) – gatunek średniej wielkości ptaka z rodziny turkuśników (Irenidae). Zamieszkuje południową i południowo-wschodnią Azję. Nie jest zagrożony wyginięciem.

## Systematyka
Takson ten bywał dawniej łączony w jeden gatunek z blisko spokrewnionym turkuśnikiem czarnogrzbietym (I. cyanogastra).
Wyróżniono kilka podgatunków I. puella:
- turkuśnik indyjski[4] (Irena puella puella) – Indie i wschodni Nepal do Indochin;
- Irena puella andamanica – Andamany i Nikobary;
- Irena puella malayensis – Półwysep Malajski;
- Irena puella crinigera – Sumatra, Borneo i pobliskie wyspy;
- Irena puella turcosa – Jawa;
- turkuśnik lazurowy[4] (Irena puella tweeddalii) – zachodnie Filipiny (Wyspy Calamian, Palawan, Balabac). Takson ten jest niekiedy podnoszony do rangi gatunku[6][7].

## Morfologia i tryb życia
Długość ciała 21,2–25,8 cm, masa ciała samców 56,6–75,7 g, samic z podgatunku malayensis 52–71,2 g. Jaskrawa, metalicznie niebieska barwa samca nie zawsze jest w terenie dobrze widoczna, np. kiedy ptaki lecą w gęstym, cienistym lesie; jego nadzwyczajny połysk ujawnia się w pełnym słońcu. Samica jest bardziej matowa, zielonobrązowa. W dobrych warunkach obserwacji zauważyć można czerwone tęczówki. Mimo wyraźnego upodobania do przebywania w gęstym listowiu jest łatwo wykrywalny, ponieważ często wydaje ostry, dwusylabowy gwiżdżący głos. Na jednym drzewie może zgromadzić się wiele tych ptaków, żerujących w towarzystwie brodaczy i treronów.

## Zasięg, środowisko
Południowo-zachodnie Indie, wschodnie Himalaje po Jawę i Borneo. Wiecznie zielone lasy. Prowadzi tryb osiadły.

## Status zagrożenia
IUCN uznaje turkuśnika indyjskiego za gatunek najmniejszej troski (LC, Least Concern). Liczebność populacji nie została oszacowana, ale ptak ten opisywany jest jako zazwyczaj pospolity, lokalnie rzadki. Trend liczebności populacji uznawany jest za spadkowy.
Od 2016 roku IUCN klasyfikuje turkuśnika lazurowego (I. (p.) tweeddalii) jako odrębny gatunek, zalicza go do kategorii „bliski zagrożenia” (NT, Near Threatened). Opisywany jest jako gatunek lokalnie rzadki, a trend liczebności jego populacji również uznawany jest za spadkowy. Zagrożeniem dla turkuśnika lazurowego jest głównie niszczenie i degradacja siedlisk, w pewnym stopniu także polowania.